# Robert B. Duncan
Robert Blackford Duncan (Normal, 4 dicembre 1920 – Portland, 29 aprile 2011) è stato un politico statunitense, membro della Camera dei Rappresentanti per lo stato dell'Oregon dal 1963 al 1967 e poi ancora dal 1975 al 1981.

## Biografia
Nato nell'Illinois, subito dopo il college Duncan sposò la sua fidanzata Marijane Dill, dalla quale ebbe sette figli. In seguito Duncan prese parte alla seconda guerra mondiale e successivamente si trasferì con la famiglia nell'Oregon.
Nel 1954 Duncan venne proposto come candidato write-in per la Camera dei Rappresentanti dell'Oregon, ma declinò l'offerta. Due anni dopo comunque si candidò con il Partito Democratico e venne eletto; servì tre mandati nella legislatura statale e ne divenne anche presidente.
Nel 1962 venne eletto deputato alla Camera dei Rappresentanti nazionale. Dopo due mandati, Duncan decise di candidarsi al Senato per il seggio lasciato dalla senatrice in carica Maurine Brown Neuberger. Nelle elezioni Duncan si scontrò con l'avversario repubblicano Mark Hatfield, che a quell'epoca era governatore, e perse di misura la competizione.
Nel 1968 Duncan si candidò di nuovo al Senato, questa volta sfidando l'altro senatore in carica, Wayne Morse. Questi, un democratico, diede origine insieme a Duncan a delle primarie molto combattute e alla fine riuscì a sconfiggere Duncan. Morse tuttavia fu sconfitto a sua volta nelle elezioni generali dall'avversario repubblicano Bob Packwood.
Dopo qualche anno di pausa, nel 1974 Duncan tornò alla politica, candidandosi per il seggio della Camera lasciato dalla deputata Edith Green. Duncan riuscì a vincere e tornò al Congresso, venendo rieletto altre due volte. Nel 1980 chiese un altro mandato, ma nelle primarie venne battuto da Ron Wyden, che fu poi eletto.
Dopo la sconfitta, Duncan si ritirò a vita privata e in seguito alla scomparsa della moglie nel 1990, si risposò con Katherine Boe. Robert Duncan visse a Portland fino alla morte, sopravvenuta nel 2011, all'età di novant'anni.